# Freisinger Hütte (Längental)
Die Freisinger Hütte, auch Längentalhütte, ist eine Schutzhütte der Sektion Freising des Deutschen Alpenvereins (DAV). Sie liegt im Landkreis Bad Tölz-Wolfratshausen in Deutschland. Es handelt sich um eine Selbstversorgerhütte ohne Bewirtschaftung.

## Geschichte
Die Sektion Freising wurde am 23. Oktober 1887 in Freising als Sektion Freising des Deutschen und Österreichischen Alpenvereins gegründet. Die Freisinger Hütte konnte am 23. Oktober 1955 im Rahmen einer Bergmesse feierlich eingeweiht und ihrer Bestimmung übergeben werden. Die einfache Bauweise mit den bescheidenen Mitteln der 50er Jahre zeigte seine Folgen, eine Generalsanierung war dringend erforderlich. 1983 wurde der Dachstuhl erneuert und ein Kupferdach aufgebracht. 1984 folgte der Innenausbau. Wie zumeist bei Sanierungsarbeiten kam eins zum anderen und schließlich entsprach der Umbau weitgehend einem Neubau.

## Lage
Die Freisinger Hütte liegt auf einer Höhe von 1050 m ü. NHN im Längental unterhalb vom Längentalkopf (1326 m) im Landkreis Bad Tölz-Wolfratshausen.

## Zugänge
- Vom Wanderparkplatz in Arzbach, Gehzeit 2 Std.[3]

## Nachbarhütten
- Brauneck-Gipfelhaus, bewirtschaftete Hütte, (1540 m)
- Hintere Krottenalm, Alpe, (1380 m)
- Vordere Krottenalm, Alpe, (1230 m)
- Hintere Scharnitzalm, Sennalpe, (1420 m)
- Vordere Scharnitzalm, Sennalpe, (1423 m)
- Tutzinger Hütte, bewirtschaftete Hütte, (1327 m)
- Bichler Alm, Sennalpe, (1438 m)[4]

## Tourenmöglichkeiten
- Kammwanderung-Brauneck-Wegscheid-Brauneck Talstation, 14,1 km, Gehzeit 7,2 Std.
- Wandern mit Kindern: Zu den Steinböcken der Benediktenwand, 15,4 km, 6 Std.
- Brauneck – Tölzer Hütte – Benediktenwand und zurück, 15,3 km, 6 Std.[5]

## Übergänge
- Übergang Brauneck-Gipfelhaus zur Tegernseer Hütte, 17,7 km, Gehzeit 7 Std.
- Übergang Brauneck-Gipfelhaus zur Lenggrieser Hütte, 13 km, 4,5 Std.
- Übergang Brauneck-Gipfelhaus zur Tutzinger Hütte, 6,1 km, 3 Std.
- Übergang Brauneck Haus zur Tutzinger Hütte über Benediktenwand, 7,8 km, 4,5 Std.[6]

## Gipfelbesteigungen
- Hennenkopf mit wunderschönem, teils weglosem Abstieg, 6,6 km, Gehzeit 3,3 Std.
- Latschenkopf (1712 m), Gehzeit: 1 Stunde
- Achselköpfe (1709 m), Gehzeit: 2 Stunden
- Benediktenwand (1801 m), Gehzeit: 3 Stunden[7]

## Skitouren
- entlang der Brauneck-Bergbahn-Pisten
- durchs Längental

## Karten
- Isarwinkel, Benediktenwand: Wegmarkierung, Ski- und Schneeschuhrouten: mit Wegmarkierungen, Ski- und Schneeschuhrouten (Alpenvereinskarten), Topographische und touristische Karte 1:25.000 ISBN 978-3937530833